# 坂下里士
坂下里士（英語：Satoshi Sakashita，1989年12月20日—）是一位日本男子短道競速滑冰運動員。他曾參加2014年冬季奧林匹克運動會。

## 外部連結
- Satoshi Sakashita's profile（页面存档备份，存于）, from http://www.sochi2014.comArchive.today的存檔，存档日期2013-04-11; retrieved 2014-04-21.
- Satoshi Sakashita-国际滑冰联盟（ISU）
- Satoshi Sakashita-Olympedia